# Graham Barber
Graham P. Barber (nascido em 5 de junho de 1958) é um ex - árbitro de futebol inglês. Ele morou em Tring, Hertfordshire, durante a sua carreira, mas agora mora na Espanha.
O seu primeiro grande compromisso internacional foi na partida de qualificação para o Mundial em 3 de setembro de 2000, envolvendo Hungria e Itália, em Budapeste, e foi empatado por 2 a 2.
A sua última temporada profissional foi 2003-04. Neste último período da sua carreira, recebeu a última grande honra europeia ao ser escolhido para apitar o jogo da Supertaça Europeia entre o AC Milan e o FC Porto, disputado no principado do Mónaco, no Estádio Stade Louis II, a 29 de Agosto de 2003. Andriy Shevchenko marcou o único golo que deu a vitória ao Milan.